# Ismail Hanija
Ismail Hanija, palestinski politik, *1962, begunsko taborišče Al Šati, Gaza pod zasedbo Egipta, † 31. julij 2024, Teheran, Iran.
Je visok politični voditelj Hamasa, trenutni predsednik Hamasovega političnega urada; od leta 2023 živi v Katarju.
Hanija se je rodil v begunskem taborišču Al-Šati na območju Gaze leta 1962. Študiral je na Islamski univerzi v Gazi,  kjer je prvič prišel v stik s Hamasom, in leta 1987 diplomiral iz arabske književnosti. Leta 1997 je bil imenovan za vodjo urada Hamasa, od takrat pa je napredoval skozi vrste organizacije. 
Hanija je bil vodja liste Hamas, ko je zmagala na palestinskih zakonodajnih volitvah leta 2006, in tako postal predsednik vlade Države Palestine. Predsednik Mahmud Abas je na vrhuncu spora med Fatahom in Hamasom 14. junija 2007 Hanijo razrešil s položaja, vendar Hanija odloka ni priznal in je še naprej opravljal vlogo premiera na območju Gaze.
Hanija je bil vodja Hamasa na območju Gaze od leta 2006 do februarja 2017, ko ga je zamenjal Jahja Sinvar. 6. maja 2017 je bil izvoljen za predsednika političnega biroja Hamasa, kjer je zamenjal Kaleda Mašala; takrat se je iz Gaze preselil v Katar. 

## Zgodnja leta in izobrazba
Hanija se je rodil v begunskem taborišču Al-Šati na območju Gaze, ki ga je tedaj zasedal Egipti. Njegovi starši so bili begunci, ki so med arabsko-izraelsko vojno leta 1948 pobegnili iz svojih domov v bližini današnjega Aškelona v Izraelu. Hanija je obiskoval šole, ki jih vodijo Združeni narodi, in leta 1987 diplomiral iz arabske književnosti na Islamski univerzi v Gazi.  Med študijem na univerzi se je navezal stikel s Hamasom. Od leta 1985 do 1986 je bil vodja študentskega sveta Muslimanske bratovščine. Igral je tudi kot vezist v nogometni ekipi Islamske zveze. Diplomiral je približno tedaj, ko se je na območju Gaze začela prva intifada proti izraelski okupaciji.

## Zgodnji aktivizem
Sodeloval je v protestih v prvi intifadi; izraelsko vojaško sodišče ga je tedaj obsodilo na kratko zaporno kazen. Leta 1988 ga je Izrael znova pridržal in zaprl za šest mesecev. Leta 1989 je bil obsojen na tri leta v zaporu.
Po odpustu eta 1992 so ga izraelske vojaške oblasti z zasedenih palestinskih ozemelj deportirale v Libanon, skupaj z visokimi voditelji Hamasa in 400 drugimi aktivisti. Aktivisti so več kot eno leto vztrajali v Mardž al-Zahurju v južnem Libanonu, kjer je po poročanju BBC News Hamas "postal neverjetno prisoten v žarometih medijev in postal znan po vsem svetu". Leto pozneje se je vrnil v Gazo in bil imenovan za dekana islamske univerze.

## Politična kariera

### Hamas
Potem ko je Izrael leta 1997 Ahmeda Jasina izpustil iz zapora, je bil Hanija imenovan za vodjo njegovega urada. Pomembnost znotraj Hamasa mu je rasla zaradi njegovega odnosa z Yasinom in imenovali so ga za predstavnika pri palestinskih oblasteh. Njegov položaj v Hamasu se je med drugo intifado še naprej krepil zaradi njegove bližine Jasinu in zaradi uspešnih atentatov izraelskih varnostnih sil na občuten del vodstva Hamasa. Izraelske obrambne sile so ga imele na muhi, ker naj bi bil vpleten v napade na izraelske državljane. Ko so po samomorilskem bombnem napadu v Jeruzalemu leta 2003 izraelske zračne sile z bombardiranjem skušale odstraniti vodstvo Hamasa, si je laže poškodoval roko. Decembra 2005 so ga izvolil na čelo liste Hamas, ki je naslednji mesec zmagala na volitvah v zakonodajni svet. Hanija je na volitvah leta 2016 nasledil Kaleda Mašala na čelu Hamasa 

### Predsednik vlade
Hanija je bil imenovan za predsednika vlade 16. februarja 2006 po zmagi Hamasove "Liste za spremembe in reformzraelskih varnostnih sil " 25. januarja 2006. Uradno je bil predstavljen predsedniku Mahmudu Abasu 20. februarja in prisegel 29. marca 2006.

#### Reakcija zahoda
Izrael je po volitvah proti palestinskim oblastem prišel na dan z vrsto kaznovalnih ukrepov, med drugim z gospodarskimi sankcijami. Vršilec dolžnosti premierja Ehud Olmert je napovedal, da Izrael palestinskim oblastem ne bo nakazal približno 50 milijonov dolarjev mesečno v obliki davčnih prejemkov, ki jih je Izrael pobiral v imenu palestinskih oblasti. Hanija je sankcije zavrnil in izjavil, da se Hamas ne bo ne razorožil ne priznal Izraela. 
Hanija je izrazil obžalovanje, da je Hamas postal žrtev kaznovalnih ukrepov, in dodal, da bi se "(Izrael) moral drugače odzvati na demokracijo, ki jo izraža palestinsko ljudstvo". 
ZDA so zahtevale, da se 50 milijonov dolarjev neporabljenih sredstev tuje pomoči za palestinske oblasti vrne ZDA, s čimer se je palestinski gospodarski minister Mazen Sonokrot strinjal. Glede izgubljene tuje pomoči iz Združenih držav in Evropske unije je Hanija menil: "Zahod svoje donacije vedno izrablja za to, da za izvaja pritisk na palestinsko ljudstvo." 
Nekaj mesecev po zmagi Hamasa na volitvah leta 2006 je Hanija ameriškemu predsedniku Bushu poslal pismo, v katerem je pozval "ameriško vlado k neposrednim pogajanjem z izvoljeno vlado", ponudil dolgoročno premirje z Izraelom in pristanek na meje iz leta 1967, Pozval je h koncu mednarodnega bojkota, ker "spodbuja nasilje in kaos". Ameriška vlada ni odgovorila in je vztrajala na bojkotu.

#### Spor z Abasom
Z Abasom naj bi bil sklenjen dogovor, da prepreči Abasov poziv k novim volitvam. 20. oktobra 2006, na predvečer tega dogovora, da se konča strankarske spopad med Fatahom in Hamasom, je Hanijev konvoj v Gazi prišel pod ogenj in eno od vozil je zgorelo. Hanija v napadu ni bil poškodovan. Viri Hamasa so izjavili, da ne gre za poskus atentata. Po varnostnih virih palestinskih oblastinaj bi napadalci bili sorodniki člana Fataha, ki je bil ubit v spopadih s Hamasom.

#### Zavrnjen povratek v Gazo
Med tlečim konfliktom med Fatahom in Hamasom so 14. decembra 2006 na mejnem prehodu Rafa Haniju preprečili, da vstopi v Gazo iz Egipta. Mejni prehod so zaprli po ukazu izraelskega obrambnega ministra Amirja Peretza. Hanija se je vračal v Gazo s svojega prvega uradnega potovanja v tujino kot premier. Pri sebi je imel približno 30 milijonov USD v gotovini, namenjenih plačilom palestinskim oblastem. Izraelske oblasti so pozneje izjavile, da bodo Haniju dovolile čez mejo, če bo pustil denar v Egiptu, da se nakaže na bančni račun Arabske lige. Kot odziv na incident so na mejnem prehodu Rafa poročali o streljanju med borci Hamasa in palestinsko predsedniško gardo. Opazovalci EU, ki so upravljali prehod, naj bi bili varno evakuirani. Ko je Hanija pozneje poskušal prečkati mejo, je med streljanjem en telesni stražar umrl, Hanijev najstarejši sin pa je bil ranjen. Hamas je incident obsodil kot poskus rivalskega Fataha na Hanijevo življenje, kar je sprožilo spopade med silami Hamasa in Fataha na Zahodnem bregu in v Gazi. Hanija je dejal, da ve, kdo so domnevni storilci, vendar jih ni želel imenovati in pozval je k enotnosti Palestincev. Egipt je od takrat ponudil posredovanje v razmerah.

#### Vlada palestinske narodne enotnosti marca 2007
Hanija je med oblikovanjem vlade narodne enotnosti med Hamasom in Fatahom 15. februarja 2007 odstopil. 18. marca 2007 je oblikoval novo vlado kot vodja novega kabineta, v kateri so bili politiki Fataha in Hamasa.
14. junija 2007 je med bitko za Gazo predsednik Mahmud Abas razpustil vlado enotnosti marca 2007 in razglasil izredne razmere.  Hanijo so razrešili, Abas pa je s predsedniškim odlokom prevzel vlado v Gazi in Zahodnemu bregu.

### Po bitki za Gazo
Okoli leta 2016 se je Hanija iz Gaze preselil v Katar. Trenutno ima urad v Dohi.
Dne 13. oktobra 2016 je pravni odbor palestinskega zakonodajnega sveta (PLC) podprl zahtevo za vrnitev Hanijeve vlade na območje Gaze po njenem odstopu 2. junija 2014. Podpora je bila podana kot odgovor na PLC-jev pregled študije, ki so jo predložili člani Hamasovega parlamenta, v jezi zaradi navideznih napak vlade po odstopu Hanyeha. Po lastnih besedah Hamasa je šlo za obsodbo soglasne vlade, ki "snedla besedo, dano v internem dogovoru med Hamasom in frakcijami Palestinske osvobodilne organizacije za oblikovanje soglasne vlade leta 2014, in zamenjala številne ministre z voditelji Fataha – in tako vlado spremenila v vlado Fataha." Kljub priporočilu PLC in prošnji Hamasa sta soglasna vlada in Fatah zahtevo zavrnila, pri čemer sta v sporočilu za javnost navedla njeno nezakonitost in nevarnost nadaljnjih delitev med Gazo in Zahodnim bregom pod nadzorom Hamasa.

### Vodja politbiroja Hamasa
Novembra 2016 so krožila poročila o tem, da je Hanija nasledil Kaleda Mašala kot vodjo Hamasa. Mašal, Hanija in palestinski predsednik Mahmud Abas so se pred kratkim srečali v Katarju, da bi razpravljali o nacionalni spravi in prihajajočih nacionalnih volitvah. Ta sestanek je bil znak za to, da je bil Hanija izbran pred drugima dvema verjetnima kandidatoma, višjim članom Hamasa Mousso Mohammedom Abu Marzukom in voditeljem Hamasa Mahmudom Zahharjem.
Hanija je septembra zapustil Gazo, da bi obiskal vrsto arabskih in muslimanskih držav v pripravah na svojo novo vlogo, in se uradno preselil v katarsko prestolnico Doha, kjer je Mašal živel. Pričakuje se, da vodja Hamasovega politbiroja živi zunaj območja Gaze.
Februarja 2020 se je Hanija srečal s turškim predsednikom Recepom Tayyipom Erdoğanom. Ameriško ministrstvo za zunanje zadeve je izjavilo: "Nadaljnji stiki predsednika Erdogana s to teroristično organizacijo služijo samo izolaciji Turčije od mednarodne skupnosti, škodujejo interesom palestinskega ljudstva in spodkopavajo globalna prizadevanja za preprečevanje terorističnih napadov iz Gaze." 
Avgusta 2020 je Hanija v telefonskem pogovur z Mahmudom Abasom zavrnil mirovni sporazum med Izraelom in Združenimi arabskimi emirati, kar je Reuters označil za "redko izkazovanje enotnosti".
26. julija 2023 se je Hanija srečal z Erdoğanom in predsednikom palestinskih oblasti Mahmudom Abasom. Razlog za srečanje so bila prizadevanja Turčije za spravo Fataha s Hamasom.

#### Vojna Izrael-Hamas
7. oktobra 2023, na dan napada Hamasa na Izrael, je bil Hanija v Istanbulu v Turčiji. in v govoru na televiziji dejal, da " kar se je zgodilo, razkriva veličino naših priprav. To, kar se je zgodilo danes, razkriva šibkost sovražnika..." in da nameravajo palestinske frakcije razširiti napad na Zahodni breg in Jeruzalem. Dalje je rekel, da Izrael, "ki ni sposoben zaščititi se pred uporniki", ne more zagotoviti zaščite za druge arabske države in da "vsi sporazumi o normalizaciji, ki ste jih podpisali s tem telesom, tega (palestinskega) konflikta ne morejo rešiti".
15. oktobra 2023 so Hanijo in njegovo spremstvo izgnali iz Turčije, ki ni želela biti dojeta kot zaščitnica Hamasa, ko so začele prihajati v javnost podrobnosti o napadih 7. oktobra. Hanija se je kasneje srečal z iranskim zunanjim ministrom Hosseinom Amir-Abdollahianom v Dohi v Katarju.
1. novembra 2023 je Hanija obtožil Izrael, da je zagrešil "barbarske pokole nad neoboroženimi civilisti", potem ko je Izrael izvedel napad na begunsko taborišče Jabalia v operaciji, ki je veljal visokemu članu Hamasa Ibrahimu Biariju, in odločil, da se bodo spopadi nadaljevali, dokler "Palestinci ne dobijo svojih zakonitih pravic do svobode, neodvisnosti in vrnitve.
2. novembra 2023 je Hanija izjavil, da bo Hamas, če se bo Izrael strinjal s prekinitvijo ognja in odprtjem humanitarnih koridorjev za večjo pomoč v Gazo, "pripravljen na politična pogajanja o rešitvi dveh držav z Jeruzalemom kot prestolnico Palestine," in dodal, da so "izraelski ujetniki cilj istega uničenja in smrti kot naši ljudje." 

### Odnosi z Izraelom
Avgusta 2006 je Hanija na svojem prvem obisku v tujini kot premier v Iranu dejal: "Nikoli ne bomo priznali uzurpatorske cionistične vlade in bomo nadaljevali bomo z svojim džihadu podobnim gibanjem do osvoboditve Jeruzalema."  Decembra 2010 je Hanija na tiskovni konferenci v Gazi izjavil: "Sprejemamo palestinsko državo na mejah iz leta 1967, z Jeruzalemom kot glavnim mestom, izpustitev palestinskih zapornikov in rešitev vprašanja beguncev." Poleg tega je dejal, da se bo v primeru, da palestinski volivci potrdijo takšen mirovni sporazum z Izraelom, njegova vlada držala sporazuma, ne glede na prejšnja stališča Hamasa o tem vprašanju.
23. marca 2014 je Hanija med festivalom v spomin na deseto obletnico atentata na šejka Ahmada Jasina imela govor pred množico privržencev Hamasa in dejala: "Znotraj Gaze znova in znova ponavljam: Izraela ne bomo priznali.. Blokada Gaze na žalost postaja vse tesnejša." Med tem govorom je množica vzklikala: "Naprej, Hamas, pojdi! Mi smo top, ti pa granate. … Oh Kasam, naša ljubezen, bombardiraj Tel Aviv." 

### Osama bin Laden
2. maja 2011 so ameriške sile ubile Osamo bin Ladna, Hamasov tekmec Fatah pa je umor pohvalil. Hanija je namesto tega obsodil umor Bin Ladna kot "nadaljevanje ameriškega zatiranja in prelivanja krvi muslimanov in Arabcev". Politični analitiki so dejali, da gre za poskus ohlajanja razhajanj na območju Gaze s salafijskimi skupinami, ki jih navdihuje Al Kaida in ki Hamas obsojajo kot preveč zmernega. Drugi analitik je zapisal, da je bila Hanijeva izjava namenjena arabskemu občinstvu in je videl priložnost, da se loči od Fataha in izkoristi protiameriška čustva. Vlada Združenih držav je njegove izjave obsodila kot "nezaslišane".

## Osebno in družinsko življenje
Hanija je poročen in ima 13 otrok. Leta 2009 je družina živela v begunskem taborišču Al-Shati na severu Gaze. Leta 2010 je Hanija kupil 2.500 m2 (0,6 akri) zemljišča v Rimalu, soseski ob plaži v mestu Gaza. Hanija je zemljišče registriral na ime svojega zeta. Pozneje naj bi Hanija kupil dodatne domove in jih registriral pod imeni svojih otrok. Glede na članek Yneta iz leta 2014 je Hanija milijonar, ki izvira iz 20-odstotnega davka, zaračunanega na vse predmete, ki vstopajo skozi tunele iz Egipta v Gazo.  Najstarejšega sina Hanije so egiptovske oblasti aretirale na mejnem prehodu Rafa z nekaj milijoni dolarjev, ki jih je nameraval odnesti v Gazo.
Sestre Hanije Kolidia, Laila in Sabah so izraelske državljanke in živijo v beduinskem mestu Tel as-Sabi v južnem Izraelu. Kolodia se je najprej preselila v Tel as-Sabi,  sestri sta ji nato sledili  Kolidijin mož je rekel: "Naše življenje je tukaj normalno in želimo si, da tako ostane."  Laila in Sabah sta oba ovdoveli, vendar živita dalje v Tel as-Sabiju, predvidoma da ne bi izgubili izraelskega državljanstva. Nekateri med otroci treh sester so služili v Izraelskih obrambnih silah (IDF).
V začetku leta 2012 so izraelske oblasti ugodile prošnji za potovanje Hanijeve sestre Suhile Abd el-Salam Ahmed Hanije in njenega kritično bolnega moža na nujno zdravljenje srca, ki ga bolnišnice v Gazi niso mogle zdraviti. Po uspešnem zdravljenju v medicinskem centru Rabin v Petah Tikvi v Izraelu se je par vrnil v Gazo. Hanijeva vnukinja je bila zdravljena v izraelski bolnišnici novembra 2013, njegova tašča pa junija 2014 v izraelski bolnišnici  Oktobra 2014, nekaj mesecev po vojni med Izraelom in Gazo leta 2014, je Hanijeva hči preživela teden dni v izraelski bolnišnici v Tel Avivu na nujnem zdravljenju, potem ko je prišlo do zapletov med rutinskem posegom.
Septembra 2016 je Hanija z ženo in dvema sinovoma odpel iz Gaze na  Gazo na hadž v Meko. To potovanje, razumljeno kot začetek kampanje, je podprlo govorice, da naj bi Hanija nadomestil Mašala. Leta 2020 je bil na pogrebu  Kasima Suleimanija v Teheranu. 
Hanija trenutno živi v Katarju.   
Oktobra 2023 je bilo v izraelskem zračnem napadu na njegovo družinsko hišo v mestu Gaza ubitih 14 članov njegove družine, med njimi njegov brat in nečak. Novembra 2023 naj bi bila njegova vnukinja žrtev izraelskega zračnega napada na mesto Gaza. Kasneje istega meseca je njegov najstarejši vnuk umrl v izraelskem napadu.